# Lutzomyia fairtigi
Lutzomyia fairtigi är en tvåvingeart som beskrevs av Martins A. V. 1970. Lutzomyia fairtigi ingår i släktet Lutzomyia och familjen fjärilsmyggor.
Artens utbredningsområde är Colombia. Inga underarter finns listade i Catalogue of Life.